# Karl Schultz
Pour les articles homonymes, voir Schultz.
Karl Schultz (né le 6 novembre 1937 à Bad Schwartau) est une cavalier allemand de concours complet.

## Carrière
Karl Schultz grandit dans une ferme et commence les compétitions professionnelles de concours complet en 1960. En 1971, il prend la 13e place du championnat d'Europe. Aux Jeux olympiques d'été de 1972, alors qu'il est 16e de l'épreuve individuelle, il remporte la médaille par équipe avec Harry Klugmann, Lutz Goessing et Horst Karsten.
Au championnat d'Europe en 1975 à Salzhausen, il a la 8e place de l'épreuve individuelle. En 1976, il se qualifie pour les Jeux olympiques d'été de 1976, où il gagne la médaille de bronze de l'épreuve individuelle et la médaille d'argent de l'épreuve par équipe en compagnie de Herbert Blöcker, Helmut Rethemeier et Otto Ammermann.
Lors de sa retraite sportive, il reprend la ferme familiale.